# لیک‌مگدالین (فلوریدا)
لیک‌مگدالین (به انگلیسی: Lake Magdalene) یک منطقهٔ مسکونی در ایالات متحده آمریکا است که در شهرستان هیلزبرو، فلوریدا واقع شده‌است. لیک‌مگدالین ۳۰٫۱ کیلومتر مربع مساحت و ۲۸٬۵۰۹ نفر جمعیت دارد و ۱۴ متر بالاتر از سطح دریا واقع شده‌است.